# Szatipatthána
A szatipatthána páli szó, amely a buddhizmusban a  tudatosság alapját vagy az éberség alapzatait jelenti. A fogalom elnevezése szanszkrit nyelven szmrtjupaszthána, kínai fordítása ‘tudatosság-hely’ (念處).
A tudatosság négy alapja (páli: csattáro szatipattháná) a Szatipatthána-szuttában megjelölt négy gyakorlatra vonatkozik, amely a buddhista gyakorlók pillanatról pillanatra történő tudatosság elérése és fenntartása érdekében végzett technikája. A tudatosság négy alapja a következő:
- a test tudatossága;[2]
- az érzések és érzékelések tudatossága (vedaná);[3]
- a tudat tudatossága (csitta);[4] és
- a mentális jelenségek vagy tárgyak tudatossága (dhammá).[5]

Buddha a tudatosság négy alapjáról azt mondta, hogy azok "közvetlen" vagy "egyirányú ösvényt" jelentenek a nirvána eléréséhez.
A tudatosságból származó javak megszerzéséhez ma is ezeket a gyakorlatokat ismerik el, oktatják és gyakorolják, főleg a mai théraváda buddhizmusban és a vipasszaná vagy a belátás meditációs mozgalomban.

## Szövegkörnyezetben
A tudatosság négy alapja a megvilágosodáshoz szükséges képességek (bódipakkhijá-dhammá) hét csoportja közül az egyik.
Ezeket azért gyakorolják, hogy elérjék és elmélyítsék az ügyes tudatosságot (szammá-szati) és – kevésbé közvetlenül – az ügyes koncentrációt (szammá-szamádhi), amelyek a nemes nyolcrétű ösvény részét képezik. A szatipatthána meditáció gyakorlásával kialakítható a belátás (vipasszaná) és a fókuszálás (szamatha) mentális tényezője. A tudatosság négy alapja alapvető fontosságú a mai théraváda buddhizmusban, a vipasszaná mozgalomban és az olyan buddhista hagyományokban, amelyek a meditáció fontosságát hangsúlyozzák, például a szótó zen és a mahájána hagyományok.

## Hagyományos szövegek
A tudatosság részletes jellemzésével kapcsolatos leírást a páli kánonban lévő Mahászatipatthána-szutta ("Az éberség alapzatairól", DN 22); a Szatipatthána-szutta ("Az éberség alapzatairól", MN 10) és a Szatipatthána-szamjutta (SN, 47. fejezetében mindenhol). A Szatipatthána-szamjuttában 104 példázat szerepel a szatipatthánákkal kapcsolatban, köztük a népszerű szedakai embereknek szóló Buddha példabeszédei, "Az akrobata" (Thánisszaró, 1997a) és a "Szépségkirálynő" (Thánisszaró, 1997b).
Ezek közül a legfőbb beszédekben a gyakorlat értéke a következőképpen szerepel:
Szerzetesek, ez ez egyirányú út az érző lények megtisztításához,
a szenvedés megszüntetéséhez,
a fájdalom és a bánat megszüntetéséhez,
a módszer megszerzéséhez,
a nirvána eléréséhez,
azaz, a tudatosság négy alapzatához.